# Петнист ботропс
Петнистите ботропси (Bothrops punctatus) са вид влечуги от семейство Отровници (Viperidae).
Срещат се в северозападна Колумбия и съседни райони на Панама и Еквадор.
Таксонът е описан за пръв път от колумбийския естественик Еваристо Гарсия през 1896 година.